# Осада Бушена (1711)
Осада Бушена (англ. Siege of Bouchain) происходила с 9 августа по 13 сентября 1711 года и была осадой во время Войны за испанское наследство и последней крупной победой Джона Черчилля, 1-го герцога Мальборо. Мальборо прорвал линию обороны французов и взял Бушен после 34-дневной осады. Его захват оставил Камбре единственным французским оплотом между армией союзников и Парижем.
В течение всего лета 1711 года армия Мальборо, взявшая в прошлом году важную крепость Дуэ, нерешительно маневрировала на севере Франции, заблокированная французскими линиями «Но плюс ультра» — массивной серией полевых укреплений от побережья Ла-Манша до Намюра в Арденнах. Армия союзников была ослаблена отходом армии принца Евгения для прикрытия Верхнего Рейна, поскольку свергнутый курфюрст Баварии пытался воспользоваться неопределенностью, вызванной смертью императора Иосифа. 6 июля Мальборо захватил небольшую крепость Арле, к западу от Бушена, для того, чтобы не допустить ее использования французами в качестве порта, так и для обеспечения водоснабжения Дуэ, а затем приступил к осаде Бушена.
Для защиты у губернатора Бушена де Равиньо было около 5000 человек против 30-тысячной осаждающей армии Мальборо, а также преимущество того, что она являлась одной из самых сильных крепостей во Франции, окруженной болотистой местностью в месте слияния рек Шельда и Сенсе. Сильная армия Виллара заняла позицию к западу от лагеря союзников и сумела установить небольшую связь с осажденным гарнизоном. В ответ Мальборо применил артиллерийские батареи для противодействия Виллару, а 18 августа применил штурмовую группу, чтобы еще раз перерезать связь маршала с Бушеном и установить защищенный коридор от полевых работ из осадного лагеря к его основному порту снабжения в Маршьене на реке Скарп. Частые набеги Виллара на конвои с припасами через реку Скарп в Дуэ не смогли прорвать осаду, и 13 сентября 1711 года гарнизон сдался.